# Cantón de Chalon-sur-Saône-Sur
El cantón de Chalon-sur-Saône-Sur era una división administrativa francesa, que estaba situada en el departamento de Saona y Loira y la región de Borgoña.

## Composición
El cantón estaba formado por doce comunas, más una fracción de la comuna que le daba su nombre:
- Chalon-sur-Saône (fracción)
- Châtenoy-en-Bresse
- Épervans
- La Charmée
- Lans
- Lux
- Marnay
- Oslon
- Saint-Loup-de-Varennes
- Saint-Marcel
- Saint-Rémy
- Sevrey
- Varennes-le-Grand

## Supresión del cantón de Chalon-sur-Saône-Sur
En aplicación del Decreto nº 2014-182 de 18 de febrero de 2014, el cantón de Chalon-sur-Saône-Sur fue suprimido el 22 de marzo de 2015 y sus 13 comunas pasaron a formar parte; nueve del nuevo cantón de Saint-Rémy, tres del nuevo cantón de Ouroux-sur-Saône y la fracción de la comuna que le daba su nombre se unió con las demás fracciones para que, por medio de una reestructuración cantonal, fueran creados los nuevos cantones de Chalon-sur-Saône-1, Chalon-sur-Saône-2 y Chalon-sur-Saône-3.